# British Home Championship 1970/71
Die British Home Championship 1970/71 war die 76. Auflage des im Round-Robin-System ausgetragenen Fußballwettbewerbs zwischen den vier britischen Nationalmannschaften von England, Nordirland (bis 1949/50 Irland), Schottland und Wales.
| Pl. | Nationalmannschaft | Sp. | S | U | N | Tore    | Punkte |
| --- | ------------------ | --- | - | - | - | ------- | ------ |
| 1.  | England            | 3   | 2 | 1 | 0 | 004:100 | 05:10  |
| 2.  | Nordirland         | 3   | 2 | 0 | 1 | 002:100 | 04:20  |
| 3.  | Wales              | 3   | 0 | 2 | 1 | 000:100 | 02:40  |
| 4.  | Schottland         | 3   | 0 | 1 | 2 | 001:400 | 01:50  |

|                                          |   |            |           |
| 15. Mai 1971 in Belfast (Windsor Park)   |   |            |           |
| Nordirland                               | – | England    | 0:1 (0:0) |
| 15. Mai 1971 in Cardiff (Ninian Park)    |   |            |           |
| Wales                                    | – | Schottland | 0:0       |
| 18. Mai 1971 in Glasgow (Hampden Park)   |   |            |           |
| Schottland                               | – | Nordirland | 0:1 (0:1) |
| 19. Mai 1971 in London (Wembley Stadium) |   |            |           |
| England                                  | – | Wales      | 0:0       |
| 22. Mai 1971 in Belfast (Windsor Park)   |   |            |           |
| Nordirland                               | – | Wales      | 1:0 (1:0) |
| 22. Mai 1971 in London (Wembley Stadium) |   |            |           |
| England                                  | – | Schottland | 3:1 (3:1) |